# برما (الأردن)
منطقة برما  وهي من البلدات الأردنية التابعة لمحافظة جرش، تقع على بعد 30 كم غرب محافظة جرش، ويشقها الطريق المؤدي من محافظة جرش إلى الأغوار الوسطى، وطبيعة برما متنوعة التضاريس فيها السهول الواسعة، وفيها الجبال العالية، وتكسو جبالها غابات حرجية كثيفة رائعة من أشجار الصنوبر والأرز والبلوط والسنديان والبطم والخروب والزيتون والزعرور وغيرها، وجبالها مقابلة لجبال العاصمة عمان من جهة الشمال تماما ويربطها بها طريق مختصر يمر من فوق نهر الزرقاء ملتقيا مع طريق عمان إربد.

## التسمية
أصل التسمية من (بر وماء) لكثرة ينابيع المياه الموجودة فيها ولجمال الطبيعة

## السكان
يقطن البلدة 6057 نسمة حسب إحصاء 2015.

## التقسيم الاداري
أما من الناحية الإدارية فبرما مركز قضاء ومجمع بلديات للمناطق التابعة لها مثل دبين والجزازة وخشيبة وعليمون وهمتا والهونة والمجدل، وفيها ثلاثة مراكز صحية ومركز للدفاع المدني وعدد من المدارس الثانوية للذكور وأخرى للإناث، وعدد كبير من المدارس الابتدائية للجنسين، موزعة على التجمعات السكانية في البلدة.